# Blake i Murphy
Blake i Murphy – nieistniejący tag team w profesjonalnym wrestlingu występujący w federacji WWE w rozwojowym brandzie NXT. Jego członkami byli Wesley Blake i Buddy Murphy, zaś menedżerowała ich Alexa Bliss. Obaj są byłymi posiadaczami pasów NXT Tag Team Championship.

## Historia
W sierpniu 2014, Wesley Blake porzucił swój dotychczasowy wizerunek kowboja i utworzył tag-team z Buddym Murphym. 14 sierpnia zostali pokonani przez The Lucha Dragons (Kalisto i Sin Carę) w pierwszej rundzie turnieju o miana pretendenckie do WWE Tag Team Championship. Przez resztę 2014 roku przegrywali walki z Lucha Dragons i The Vaudevillains. W październiku zaczęto nazywać ich "Team Thick", jednak niedługo później zrezygnowano z tej nazwy. W październiku wzięli też udział w Battle Royalu mającym wyłonić pretendentów do tytułów mistrzowskich tag-team, jednak zostali wyeliminowani z walki przez The Ascension.
21 stycznia 2015 odnotowali pierwszą wygraną – pokonali The Vaudevillains. Tydzień później, 28 stycznia, pokonali The Lucha Dragons i stali się nowymi posiadaczami WWE Tag Team Championship.
W lutym pseudonimy ringowe członków tag-teamu skrócono do samych ich nazwisk. Na NXT TakeOver: Rival pokonali Lucha Dragons w walce rewanżowej, po czym rozpoczęli rywalizację z Enzo Amorem i Colinem Cassadym. 
13 maja 2015 Blake i Murphy przeszli heel turn – ich interwencja w walce Carmelli z Alexą Bliss doprowadziła do przegranej Carmelli. Na gali NXT TakeOver: Unstoppable, podczas walki Blake’a i Murphy’ego z Amorem i Cassadym, Alexa Bliss zaatakowała Carmellę i Amore'a. Na NXT TakeOver: Brooklyn, Blake i Murphy utracili NXT Tag Team Championship na rzecz The Vaudevillains. Następnie przegrali walkę rewanżową, jak również kilka starć z American Alpha, The Hype Bros oraz Enzo i Cassem. 18 maja, po przegranym pojedynku z Shinsuke Nakamurą i Austinem Ariesem, Blake i Alexa Bliss opuścili Murphy’ego, rozwiązując drużynę. 1 czerwca na odcinku NXT, Murphy powrócił do pseudonimu ringowego "Buddy Murphy" i przegrał z Tyem Dillingerem. Dwa tygodnie później na NXT, Blake i Murphy odnowili współpracę, lecz przez nieporozumienie w ringu zostali pokonani przez TM-61. 6 lipca na tygodniówce NXT mieli zawalczyć z The Hype Bros, lecz do ringu wszedł powracający Rhyno i miał zamiar ich zaatakować, lecz Murphy opuścił Blake samemu przy zagrożeniu. Jako część podzielenia WWE na brandy, Alexa Bliss została przeniesiona do rosteru SmackDown oficjalnie rozwiązując drużynę.

## Ruchy używane w wrestlingu
- Finishery drużynowe
  - Running brainbuster (Murphy) połączony z frog splashem (Blake)
- Inne ruchy drużynowe
  - Kombinacja Wheelbarrow (Blake)/ Double Knee Facebreaker (Murphy)
  - Kombinacja Double belly-to-back pop-up (Blake)/Neckbreaker (Murphy)
  - Kombinacja Ankle lock (Murphy)/ Elbow drop w plecy przeciwnika (Blake)
  - Kombinacja Snapmare (Blake)/ wielokrotne Running double knee w twarz (Murphy)

- Menedżerowie
  - Alexa Bliss

- Przydomki
  - "BAMF" (Blake Alexa Murphy Factor/BAM Factor)

- Motywy wejściowe
  - "Action Packed" ~ Kosinus (NXT; grudzień 2014 – maj 2015)
  - "Opposite Ends of the World" ~ CFO$ (NXT; od 20 maja 2015 do 6 lipca 2016)

## Mistrzostwa i osiągnięcia
- Pro Wrestling Illustrated

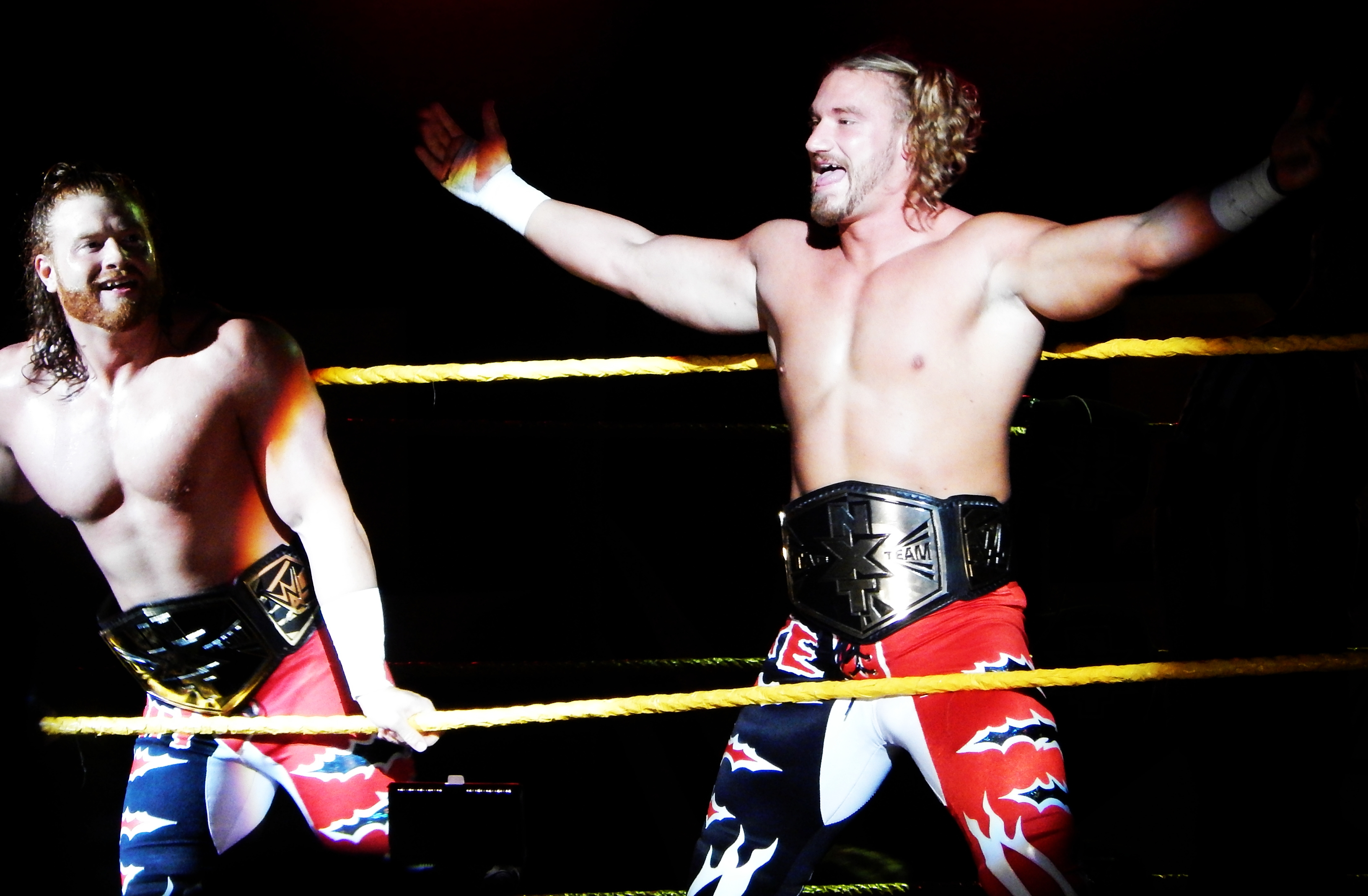
Blake (po prawej) i Murphy (po lewej) z tytułami NXT Tag Team Championship w maju 2015

  - PWI umieścilo Murphy’ego na 116. miejscu w top 500 wrestlerów rankingu PWI 500 w 2015
  - PWI umieścilo Blake’a na 121. miejscu w top 500 wrestlerów rankingu PWI 500 w 2015

- WWE NXT
  - NXT Tag Team Championship (1 raz)